# Sepia andreana
Sepia andreana е вид главоного от семейство Sepiidae.

## Разпространение и местообитание
Видът е разпространен в Кинмън, Китай (Гуандун, Гуанси, Джъдзян, Дзянсу, Ляонин, Пекин, Фудзиен, Хайнан, Хъбей, Шандун и Шанхай), Тайван, Тайван, Филипини, Хонконг и Япония (Кюшу, Рюкю, Хокайдо, Хоншу и Шикоку).
Обитава крайбрежията на морета. Среща се на дълбочина около 256 m, при температура на водата около 13,3 °C и соленост 34,5 ‰.

## Описание
Популацията на вида е стабилна.